# Hedsjön (Ockelbo socken, Gästrikland, 676300-154776)
Hedsjön är en sjö i Ockelbo kommun i Gästrikland och ingår i Testeboåns huvudavrinningsområde. Sjön har en area på 0,153 kvadratkilometer och ligger 124 meter över havet. Sjön avvattnas av vattendraget Panterängsbäcken.

## Delavrinningsområde
Hedsjön ingår i det delavrinningsområde (676493-154589) som SMHI kallar för Utloppet av Hedsjön. Medelhöjden är 167 meter över havet och ytan är 6,57 kvadratkilometer. Det finns inga avrinningsområden uppströms utan avrinningsområdet är högsta punkten. Panterängsbäcken som avvattnar avrinningsområdet har biflödesordning 3, vilket innebär att vattnet flödar genom totalt 3 vattendrag innan det når havet efter 59 kilometer. Avrinningsområdet består mestadels av skog (90 procent). Avrinningsområdet har 0,16 kvadratkilometer vattenytor vilket ger det en sjöprocent på 2,4 procent.